# Spoorlijn Lübeck Hafen - Lübeck Hauptgüterbahnhof
De spoorlijn Lübeck Hafen - Lübeck Hauptgüterbahnhof is een Duitse spoorlijn in Sleeswijk-Holstein en is als spoorlijn 1130 onder beheer van DB Netze.

## Geschiedenis
Het traject werd door de Lübeck-Büchener Eisenbahn geopend in 1892.

## Treindiensten
De lijn is alleen in gebruik voor goederenvervoer.

## Aansluitingen
In de volgende plaatsen is of was er een aansluiting op de volgende spoorlijnen:
Lübeck Hafen
DB 1113, spoorlijn tussen Lübeck en Lübeck-Travemünde Strand
Lübeck Hauptbahnhof
DB 1100, spoorlijn tussen Lübeck en Puttgarden
DB 1120, spoorlijn tussen Lübeck en Hamburg
DB 1121, spoorlijn tussen Lübeck en Büchen
DB 1122, spoorlijn tussen Lübeck en Strasburg
lijn tussen Lübeck en Bad Segeberg
Lübeck Hauptgüterbahnhof
DB 1120, spoorlijn tussen Lübeck en Hamburg
DB 1134, spoorlijn tussen Lübeck Hauptgüterbahnhof en Lübeck-Genin
DB 1135, spoorlijn tussen Lübeck Hauptgüterbahnhof en Lübeck-St Jürgen

## Elektrificatie
Het traject werd in 2008 geëlektrificeerd met een wisselspanning van 15.000 volt 16⅔ Hz.